# Röttle
Röttle är en by strax söder om Gränna i Gränna socken och Jönköpings kommun. Från 2015 avgränsar SCB här en småort.
Röttle by ligger mellan Röttleåns vattenfall och dess mynning i Vättern. Namnet Röttle kommer från Rytlofors, den rytande forsen, vilket är belagt från 1279.

## Historik
1330 omtalas kvarnar i Röttle vilka kung Magnus Eriksson bytte bort till biskop Karl (båt). 
Under greve Per Brahe den yngres tid anlades flera förindustrier på platsen, 1646 ett pappersbruk, 1648 ett vantmakeri, men byggde även en borrvind för musköttillverkning, krutstamp, svärdfejeri, kopparslageri med mera. Efter Per Brahes död den därpå följande reduktionen medförde att den mesta av verksamheten lades ned. Endast pappersbruket och kvarndriften blev kvar. Pappersbruket var i drift fram till 1879. Pappersmakarbostället Pålslyckan är numera flyttat till friluftsmuseet på Grännaberget. I slutet av 1800-talet blev Röttle på nytt platsen för industriell verksamhet. Här anlades gjuteri, bryggeri, laggkärlsfabrik, snusfabrik, oljeslageri, benstamp med mera. På 1920-talet reglerades Röttleån och kvarndriften tvingades upphöra.
Byns karaktär kommer från de industrier som har utnyttjat Röttleåns vattenkraft. Flera kvarnar har funnits längs ån. Idag finns två stycken bevarade, Rasmus kvarn och Jerusalems kvarn. Rasmus kvarn byggdes på 1600-talet som en borr- och slipkvarn, men byggdes om i början av 1700-talet till en kvarn för att mala mjöl. Jerusalems kvarn är äldre och byggdes troligen under sen medeltid. I byn har även Smålands äldsta pappersbruk legat. Det började sin verksamhet vid mitten av 1600-talet. Här tillverkades papper till det tryckeri som Per Brahe d.y. anlade på Visingsö.

## Fotogalleri

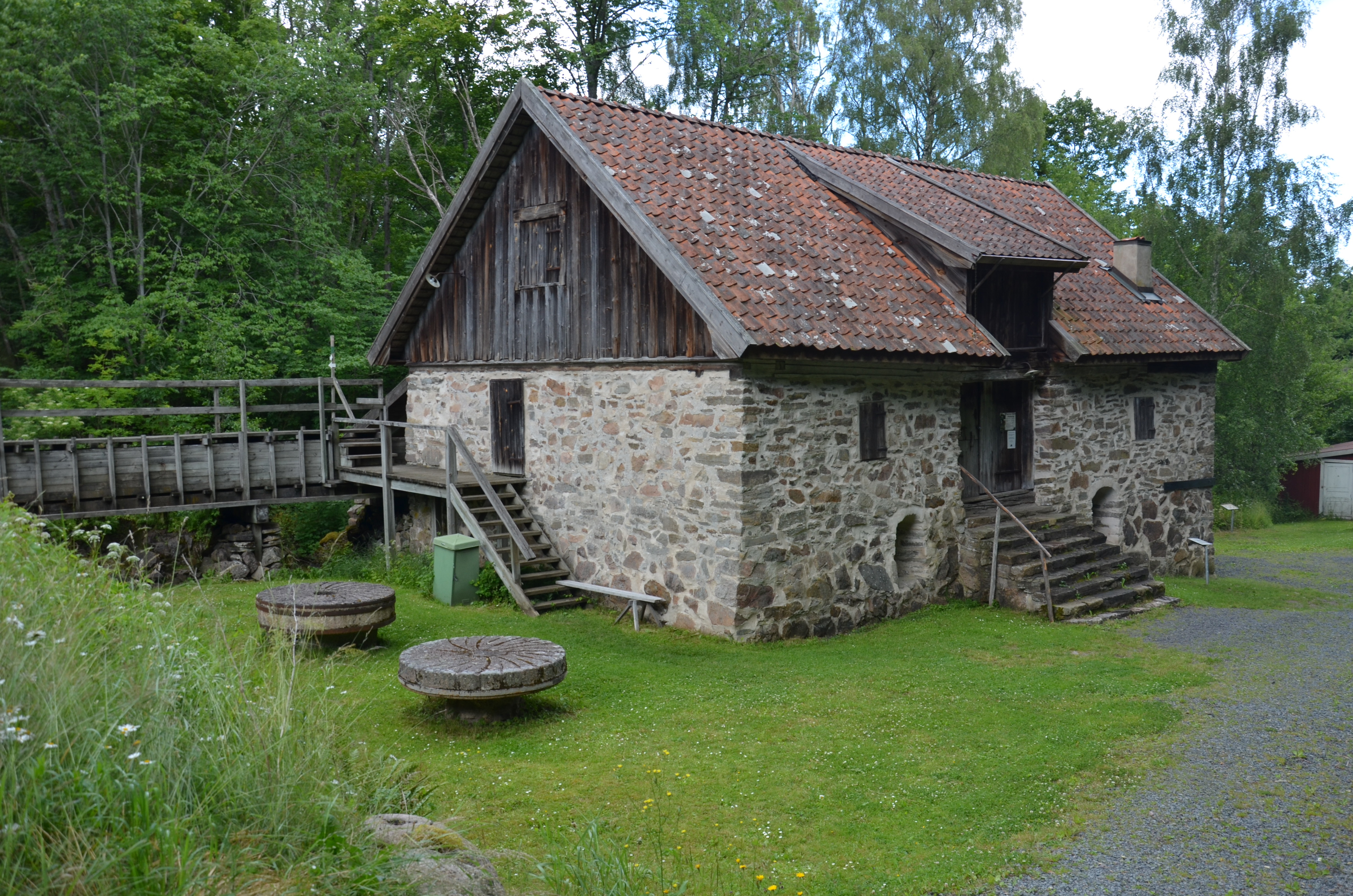
Rasmus kvarn.
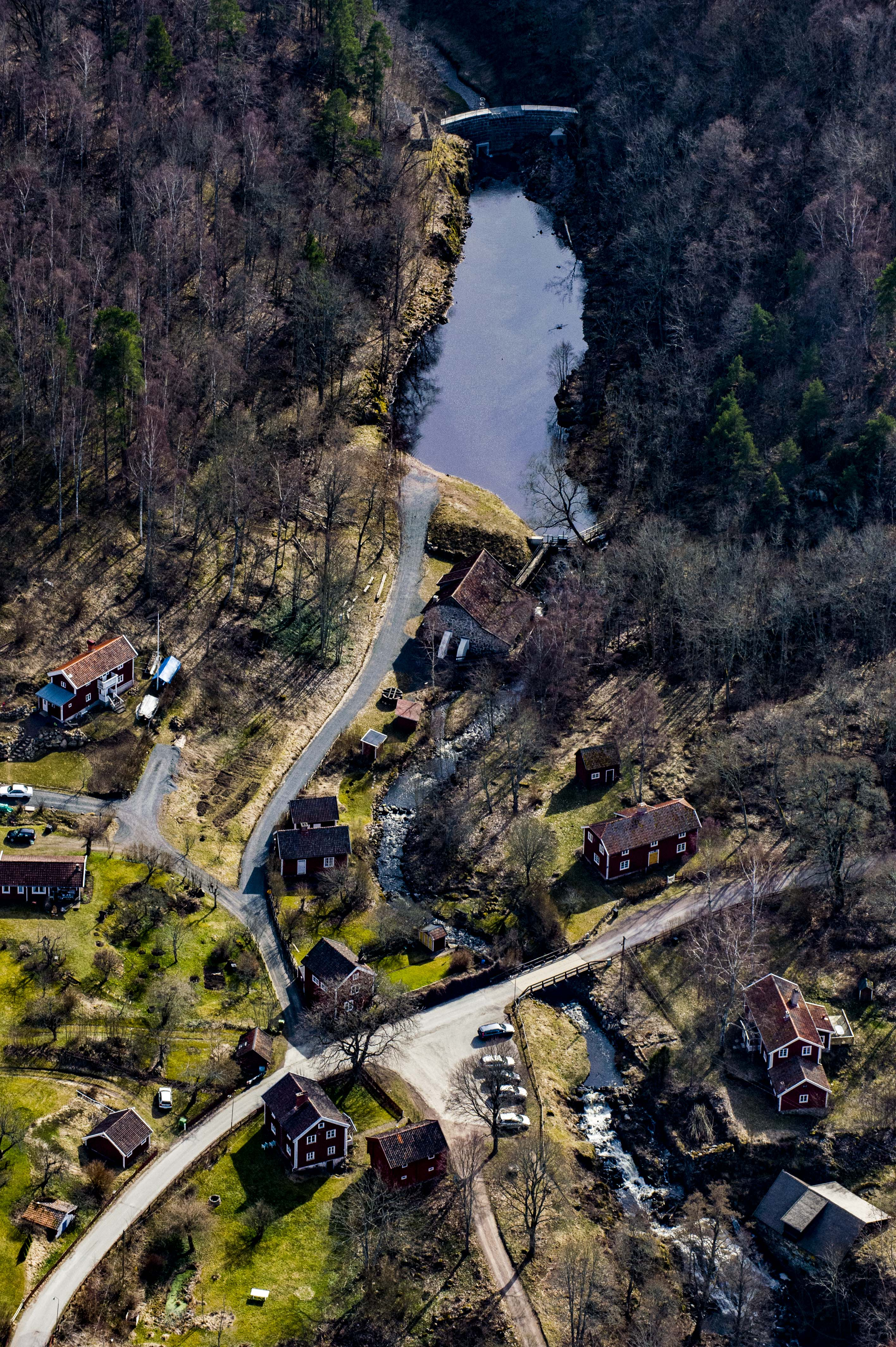
Röttle by, foto från 2009.
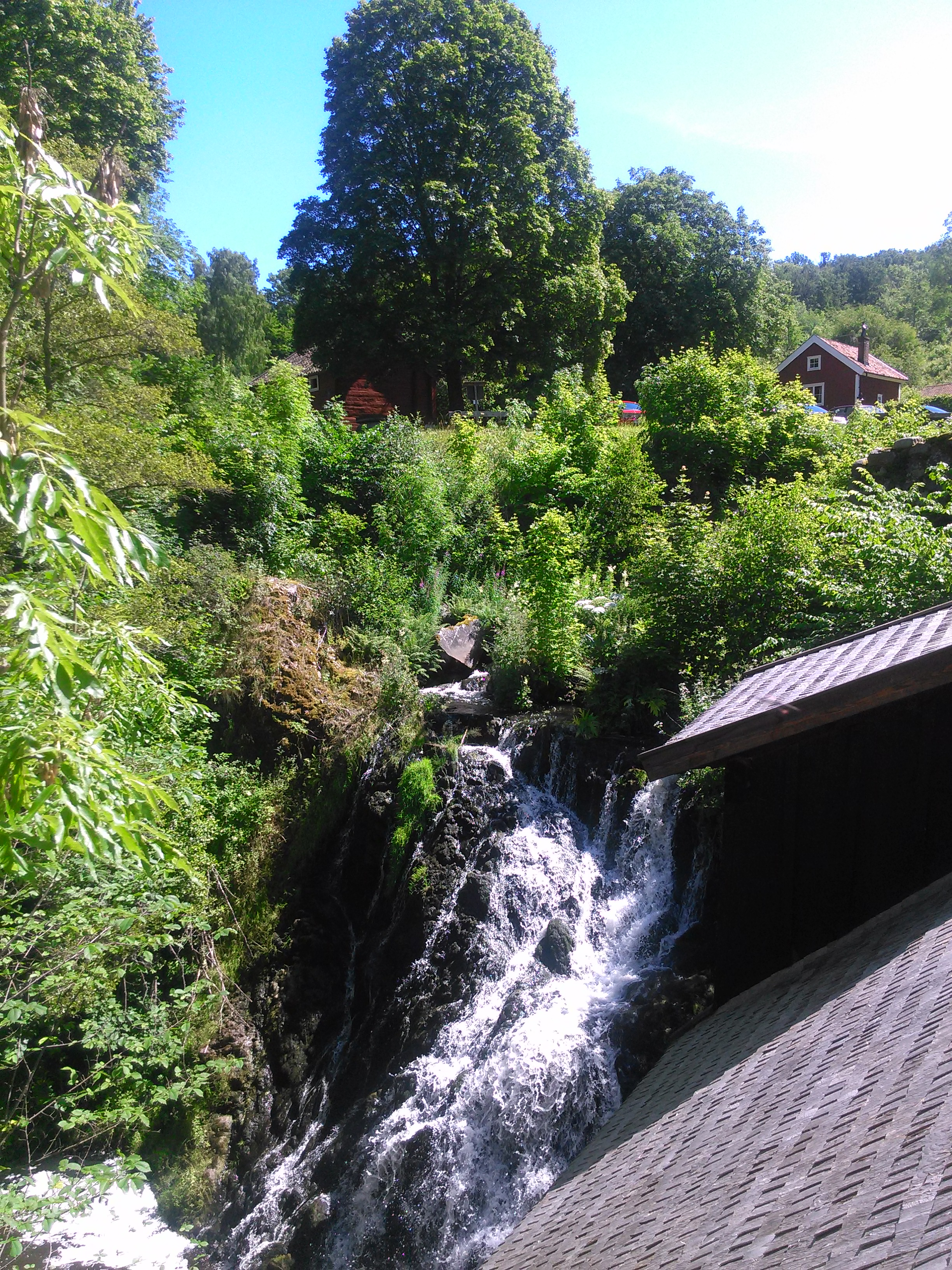
Röttle by och vattenfallet.
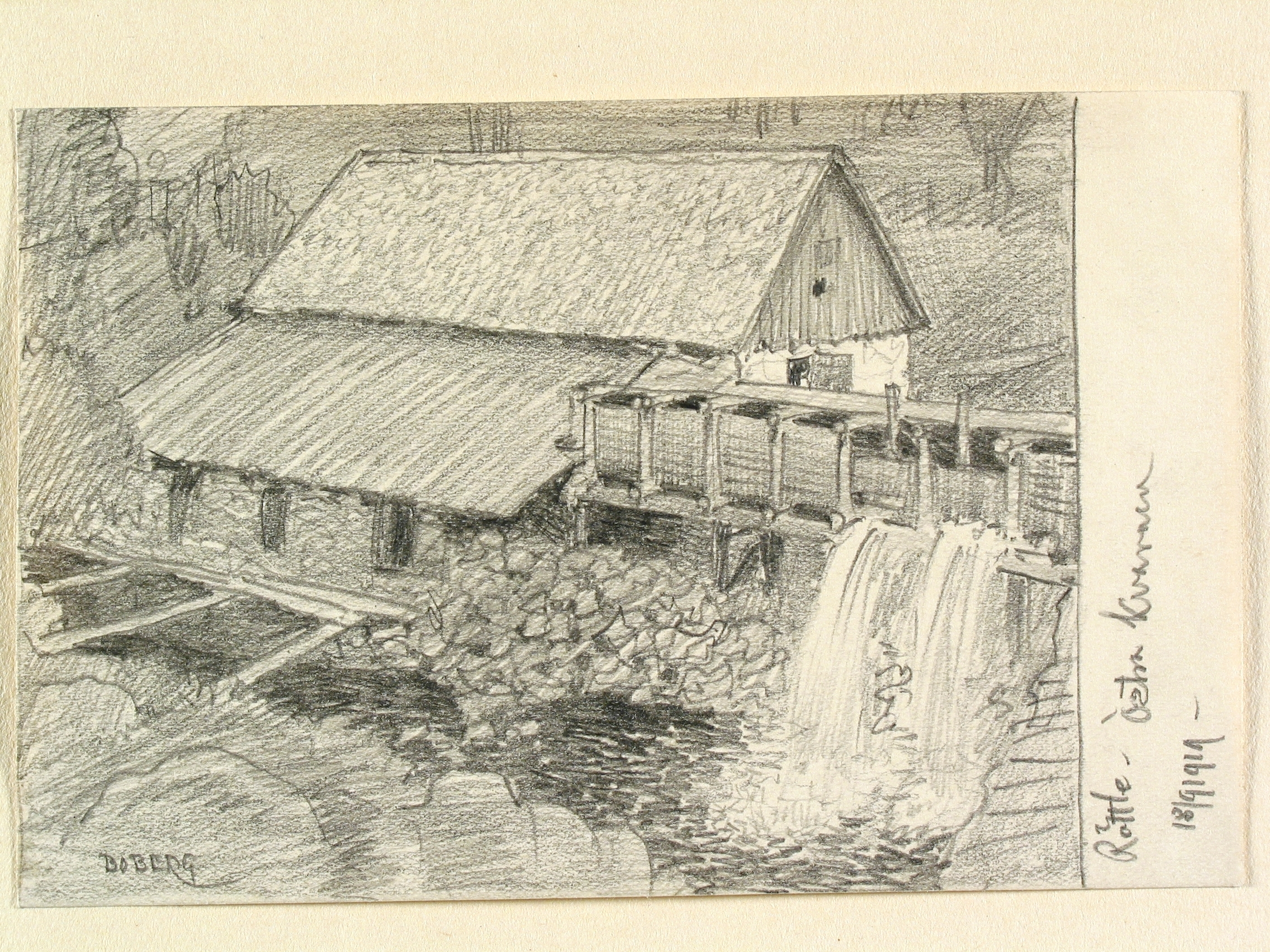
Östra kvarnen (Rasmus kvarn), teckning av Ferdinand Boberg från 1919.
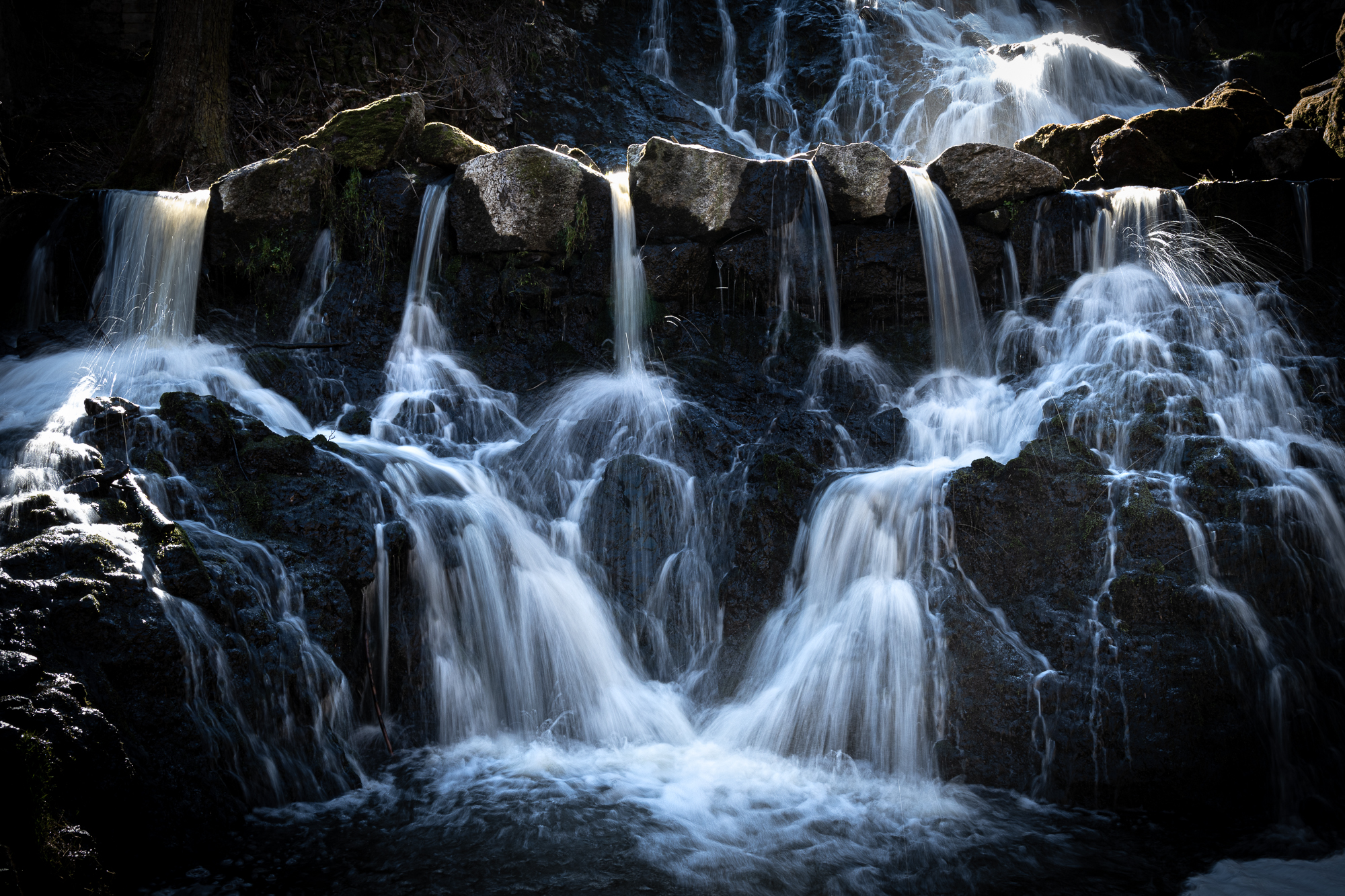
Röttlefallet